# Зубанівська волость
Зубанівська волость — адміністративно-територіальна одиниця Хорольського повіту Полтавської губернії з центром у селі Зубані.
Старшинами волості були:
- 1900 року козак Андрій Андрійович Ланенко[1];
- 1904 року козак Яків Михайлович Надточій[2];
- 1913 роках Федір Дмитрович Пшеничний[3];
- 1915 роках селянин Іван Ігнатович Гречка[4].